# 南通高新技术产业开发区
南通高新技术产业开发区位于江苏省南通市南部，是2013年12月经中国国务院批准升级为国家高新技术产业开发区的高新区，面积为130.7平方公里,常住人口14万人。

## 经济情况
- 1992月：经江苏省人民政府批准，成立南通高新技术产业开发区。
- 1993年11月：经江苏省人民政府批准，建立省级南通高新技术产业开发区。
- 2013年12月：经国务院批准，南通经济技术开发区升级为国家高新技术产业开发区[2]。